# لوزانو (تگزاس)
لوزانو، تگزاس (به انگلیسی: Lozano) یک محل تعیین شده در سرشماری ایالات متحده آمریکا است که در شهرستان کمرون، تگزاس واقع شده‌است.

## خصوصیات
لوزانو ۰٫۳ کیلومترمربع مساحت و ۴۰۴ نفر جمعیت دارد و ۸ متر بالاتر از سطح دریا واقع شده‌است.